# Rudolf-Tonnstadion
Het Rudolf-Tonnstadion is een multifunctioneel stadion in Schwechat, een stad in Oostenrijk. 
Het stadion werd geopend in 1980. Het stadion heette eerder Sportplatz Schwechat. Het is vernoemd naar Rudolf Tonn (1938–2015), hij was burgemeester van Schwechat. Het stadion wordt vooral gebruikt voor voetbalwedstrijden, de voetbalclub SV Schwechat maakt gebruik van dit stadion. Het kan ook worden gebruikt voor atletiekwedstrijden. Er ligt een atletiekbaan om het grasveld. In het stadion is plaats voor 10.000 toeschouwers. 